# Braunbauch-Flughuhn

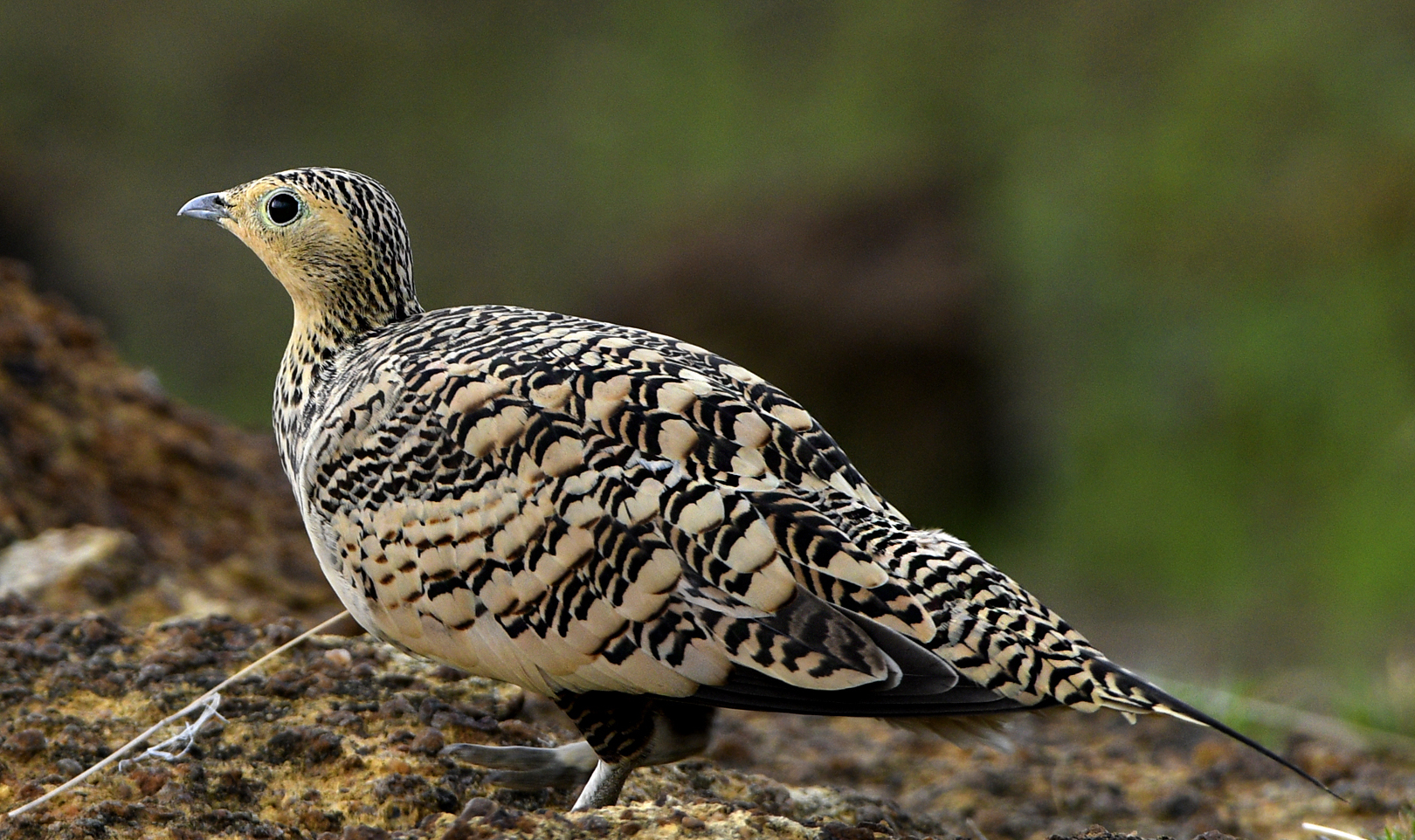
Weibchen

Das Braunbauch-Flughuhn oder auch Braunbauch-Sandflughuhn  (Pterocles exustus) ist ein in Afrika bis Indien beheimatetes Flughuhn und gehört zu den Eigentlichen Flughühnern (Pterocles).
Der Vogel hat ein weites Verbreitungsgebiet von Mauretanien im Westen über Sudan, Äthiopien, Somalia, Kenia und Tansania über die Südküste der arabischen Halbinsel bis Iran, Pakistan und Indien im Osten, nicht mehr in Bangladesch, Sri Lanka oder Myanmar.
Der Lebensraum umfasst kahle Halbwüsten, gerne mit vereinzeltem dornigem Gebüsch oder Bäumen wie Akazien, auch Grasland, in Fruchtfolge bewirtschaftete Flächen und Buschland bis 1500 – 1700 m Höhe, gerne zusammen mit dem Schmuckflughuhn (Pterocles decoratus).
Das Artepitheton kommt von lateinisch exurere ‚verbrennen‘.

## Merkmale
Die Art ist 28–33 cm groß, das Männchen wiegt zwischen 170 und 290, das Weibchen zwischen 140 und 240 g, die Flügelspannweite beträgt 48 bis 51 cm. Der Vogel ist somit relativ klein mit langen zentralen Schwanzfedern, dunkler Flügelunterseite und schwärzlicher Unterseite. Der Kopf ist schlicht gefiedert.
Das Männchen ist gelblich-sandbraun, hat ein schmales schwarzes Brustband und eine kastanienbraune, in Schwanzrichtung dunkler werdende Unterseite, Wange, Kinn und Kehle sind dunkelgelb, der Schnabel ist schieferfarben mit dunkler Spitze, der Augenring blass grünlich.
Das Weibchen ist auf der Oberseite stärker gebändert und schwarz gefleckt mit Ausnahme der gelblich-braunen Kopfseiten und der Kehle und des Kinnes und zeigt eine dreifarbige Färbung der Unterseite. Beim Jungvogel ist der Schwanz kurz, die Oberseite deutlicher gebändert und die Unterseite weniger kontrastreich. Die Unterarten unterscheiden sich hauptsächlich in der Zeichnung auf der Oberseite. Im Fluge ist die dunkle Unterseite mit spitzem Schwanz und dunklen Flügel kennzeichnend.

## Geografische Variation
Es werden folgende Unterarten anerkannt:
- P. e. floweri Nicoll, 1921 – Ägypten
- P. e. exustus Temminck, 1825, Nominatform – Mauretanien, Senegal und Gambia bis Sudan
- P. e. ellioti Bogdanov, 1881 – Südöstlicher Sudan, Eritrea Nordäthiopien und Somalia
- P. e. olivascens (E. J. O. Hartert, 1909) – Südwesten Äthiopiens, Kenia und Nordtansania
- P. e. erlangeri (Neumann, 1909) – Arabische Halbinsel
- P. e. hindustani Meinertzhagen, R, 1923 – Südostiran, Pakistan und Indien

## Stimme
Der Ruf im Fluge wird als rhythmische Dreitonfolge „whit!-kt-arrr“ oder als „etchup-ga-googooliga“ beschrieben, der erste Laut pfeifender, die folgenden etwas tiefer, an Gänse erinnernd. Im Schwarm ergibt sich ein konstantes Geschnatter.

## Lebensweise
Die Art ist überwiegend sesshaft, allerdings kann es abhängig vom Regen Zugbewegungen geben. Die Nahrung besteht im Wesentlichen aus Pflanzensamen, auch aus Körnern auf Stoppelfeldern, gelegentlich wohl auch aus Insekten. Die Nahrungsaufnahme erfolgt in den kühleren Morgen- und Nachmittagsstunden, getrunken wird 2 bis 3 Stunden nach Sonnenaufgang, wofür oft lange Strecken zurückgelegt werden. Der Vogel tritt gern in Gruppen von bis zu 12 Individuen auf, läuft gern auf den kurzen Beinen umher, ist am Boden perfekt getarnt.
Die Brutzeit hängt von der jeweiligen Regenzeit ab und liegt zwischen Januar und April in Südindien, zwischen März und Mai in Nordindien, zwischen April und Juni in Arabien, Sudan, Äthiopien und Somalia, zwischen Februar und November in Kenia, zwischen Mai und November in Tansania und hauptsächlich zwischen März und Juli in Mali und Senegambia.
Das Nest ist eine flache Kuhle auf dem Boden, das Gelege besteht meist aus 3 blass gräulich oder gelblich steinfarben und bräunlich gefleckten oder gesprenkelten Eiern, die über gut 3 Wochen ausgebrütet werden, nachts vom Männchen.

## Gefährdungssituation
Der Bestand gilt als nicht gefährdet (Least Concern).